# Ernst Weinschenk
Ernst Heinrich Oskar Kasimir Weinschenk (Esslingen sul Neckar, 6 aprile 1865 – Monaco di Baviera, 26 marzo 1921) è stato un mineralogista tedesco.

## Biografia
Fu professore alla Technische Hochschule di Monaco (1897-1921) e all'Università di Monaco (dal 1900). Si dedicò all'analisi mineralogica di meteoriti e sugli studi di mineralizzazione nella regione alpina dell'Europa centrale. Inoltre condusse delle indagini sull'origine del giacimento minerario a Silberberg, nonché sulla genesi dei giacimenti di grafite nei pressi di Passau. Attraverso l'uso della microscopia polarizzante e della sezione sottile, determinò numerosi nuovi minerali.

## Opere
- Allgemeine Gesteinskunde, 1902.
- Specielle Gesteinskunde, 1905.
- "Petrographic methods", the authorized English translation of Part I, Anleitung zum gebrauch des polarisationsmikroskops (3d rev. ed.) and Part II, Die gesteinsbildenden mineralien (2d rev. ed.).
- Allgemeine Gesteinskunde als Grundlage der Geologie, 1913.
- Petrographisches vademekum : ein Hilfsbuch für Geologen, Geographen und Technike. 1924.
- Das Polarisationsmikroskop 1925.[2]